# Naturschutzgebiet Weißes und Schwarzes Moor
Koordinaten: 53° 38′ 48,2″ N, 11° 0′ 28,7″ O
Das Naturschutzgebiet Weißes und Schwarzes Moor ist ein 122 Hektar großes Naturschutzgebiet in Mecklenburg-Vorpommern westlich von Schönwolde im  Biosphärenreservat Schaalsee. Die Unterschutzstellung erfolgte am 20. Oktober 1998 mit dem Ziel, ein Regenmoorkomplex mit umgebenden Flächen natürlich zu entwickeln. Der aktuelle Gebietszustand wird als unbefriedigend eingeschätzt, da der Wasserhaushalt der Flächen gestört ist. Das Gebiet hat eine hohe Bedeutung für zahlreiche Spinnen- und Schwebfliegenarten. Kreuzotter und zahlreiche Fledermausarten kommen vor. Es existieren keine öffentlichen Wege im Gebiet.